# هورنرو پاروشن
هورنرو پاروشن (نام علمی: Furnarius leucopus) گونه‌ای از پرندگان در زیرتیرهٔ Furnariinae از تیرهٔ ژیان‌مرغان (Furnariidae) است که در بولیوی، برزیل، گویان و پرو یافت می‌شود.